# Koordinationspolyeder

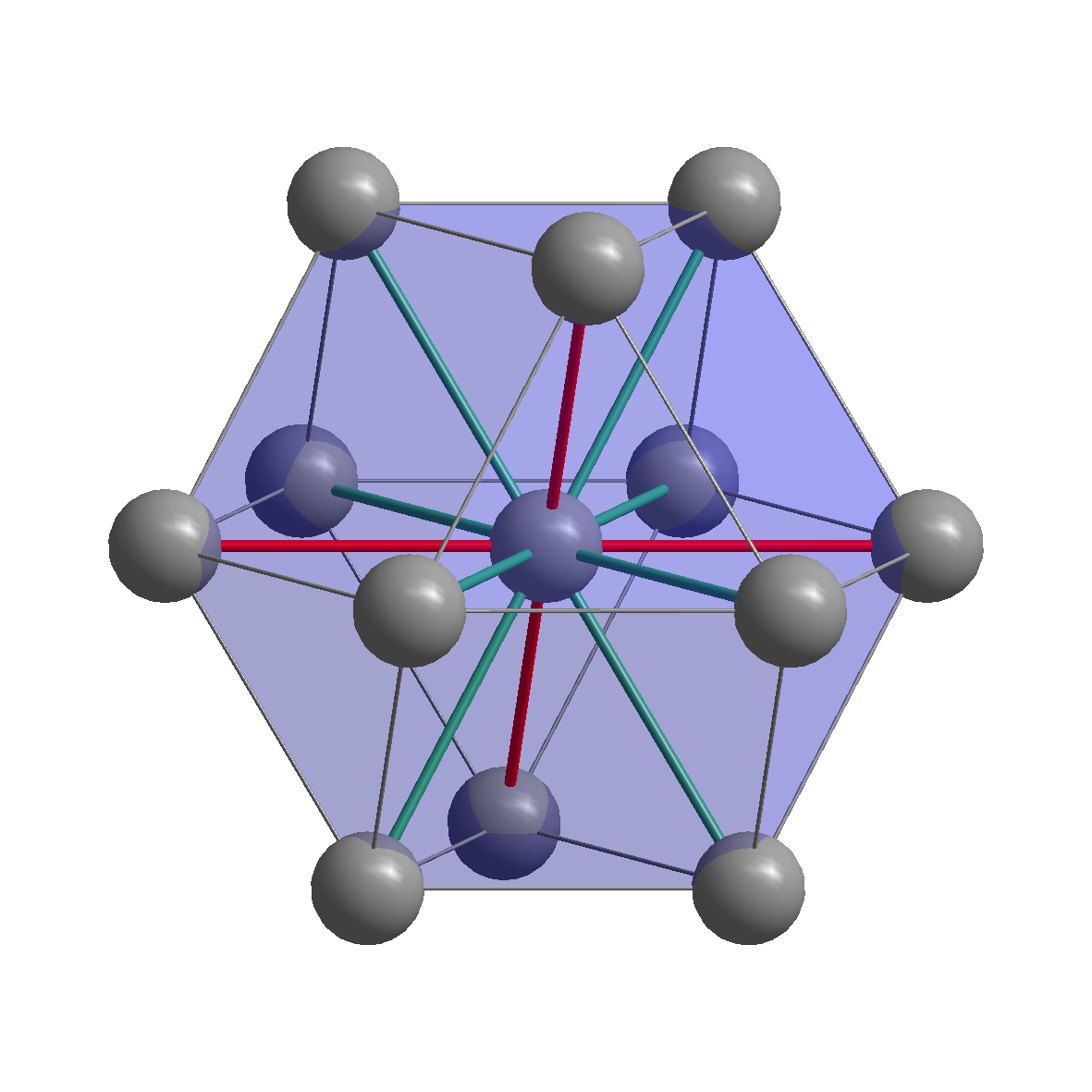
Koordinationspolyeder eines Indiumatoms aus 4 + 8 = 12 Nachbaratomen in der Form eines verzerrten Kuboktaeders

Das Koordinationspolyeder ist ein Begriff aus der Kristallographie und Chemie, speziell der Komplex- und Festkörperchemie, und beschreibt die räumliche Anordnung von Atomen, Ionen oder Molekülen in Form eines Polyeders um ein darin enthaltenes zentrales Atom. Es entsteht, wenn man sich die an das Zentralatom gebundenen Teilchen durch Linien verbunden denkt.
Die Angabe des Koordinationspolyeders erleichtert die Beschreibung von Kristallstrukturen und Komplexverbindungen, da es für die meisten Koordinationszahlen  (CN = engl. coordination number) mehrere Möglichkeiten der räumlichen Anordnung gibt. Für die Koordinationszahl CN = 6 kann z. B. neben der häufigsten Anordnung in Form eines Oktaeders auch die Gestalt eines trigonalen Prismas auftreten.

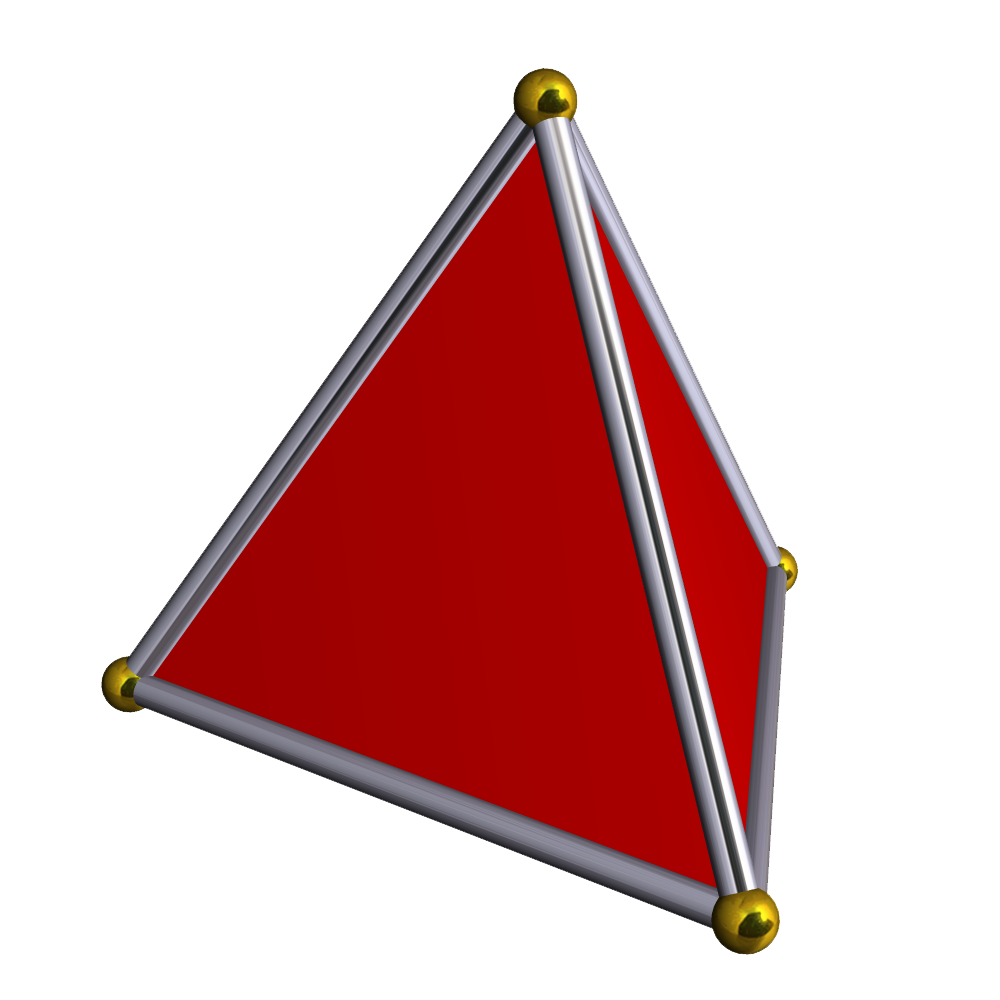
CN = 4 als Tetraeder
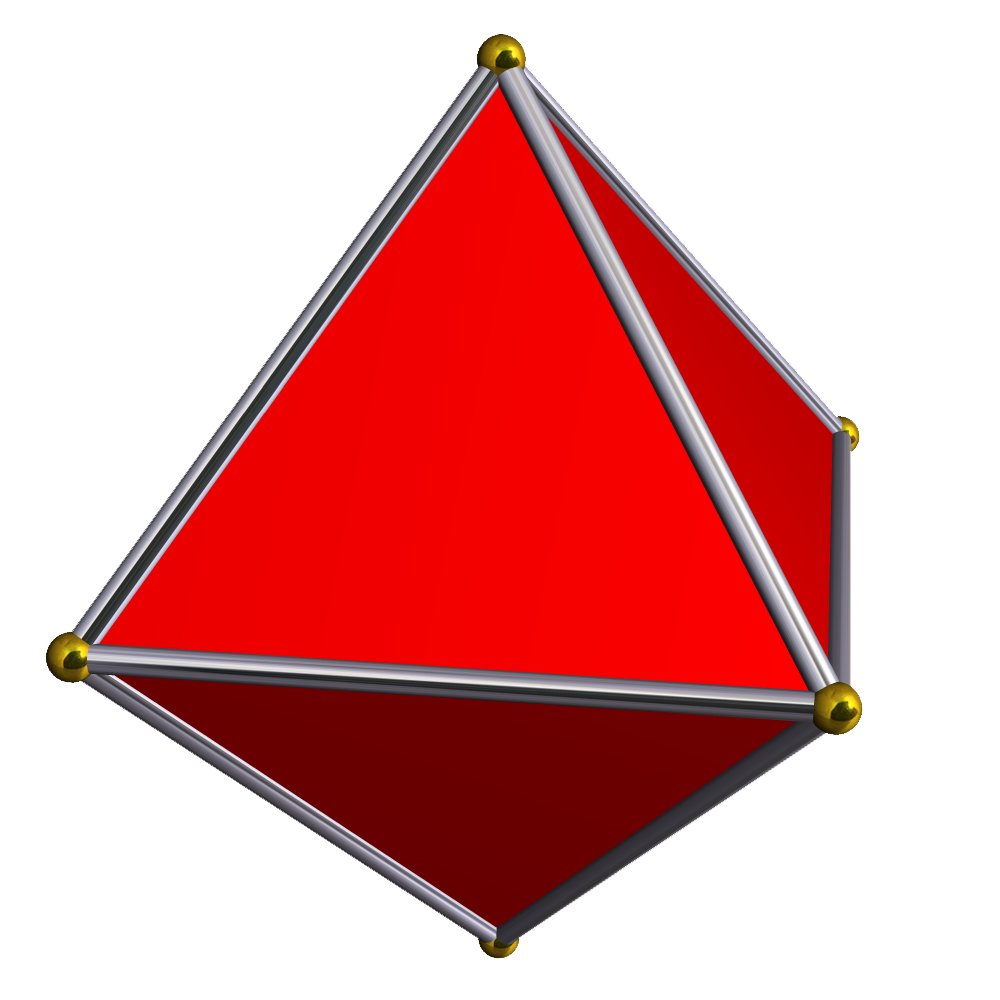
CN = 6 als Oktaeder
CN = 6 als trigonales Prisma
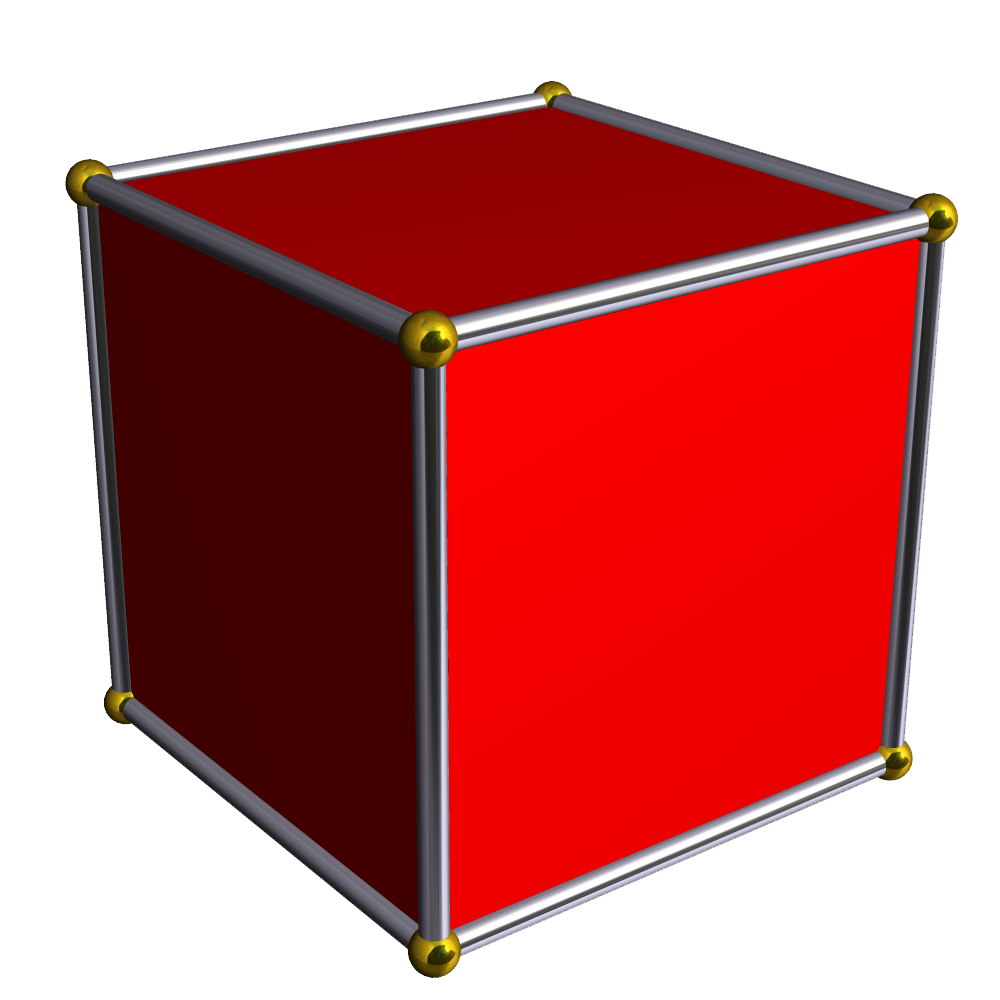
CN = 8 als Würfel